# Vi rosat
El vi rosat és el vi elaborat amb raïm (Vitis vinifera) negre o amb barreja de negre i blanc, vinificat en negre, amb un temps de maceració breu (per tal que el most agafi poc color) i temperatura controlada perquè no perdi aromes. La temperatura de servei és al voltant de 8 graus.
El rosat ideal ha de reunir les bones qualitats dels blancs i dels negres, però no els inconvenients.